# Diócesis de Las Cruces
La diócesis de Las Cruces (en latín: Dioecesis Cruciensis y en inglés: Roman Catholic Diocese of Las Cruces) es una circunscripción eclesiástica de la Iglesia católica en Estados Unidos. Se trata de una diócesis latina, sufragánea de la arquidiócesis de Santa Fe. Desde el 15 de mayo de 2019 su obispo es Peter Baldacchino.

## Territorio y organización

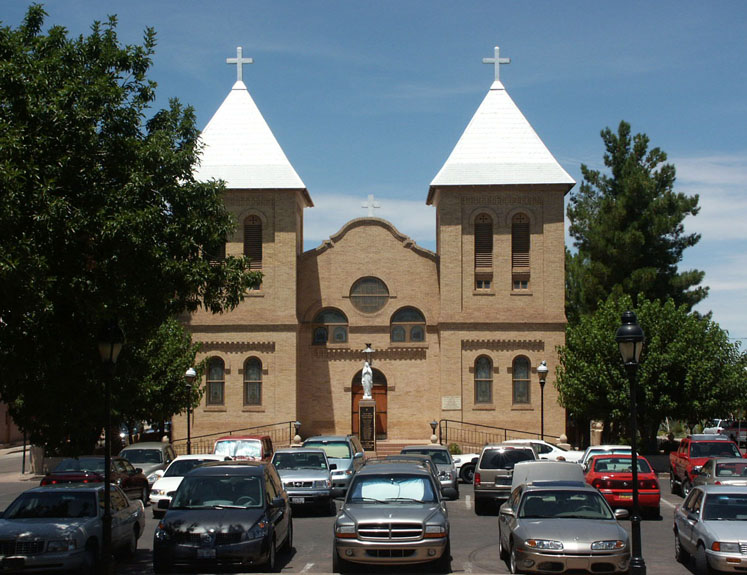
Basílica de San Albino, en Mesilla

La diócesis tiene 115 210 km² y extiende su jurisdicción sobre los fieles católicos de rito latino residentes en el estado de Nuevo México en los 10 condados de: Hidalgo, Grant, Luna, Sierra, Doña Ana, Otero, Lincoln, Chaves, Eddy y Lea.
La sede de la diócesis se encuentra en la ciudad de Las Cruces, en donde se halla la Catedral del Inmaculado Corazón de María. En Mesilla se encuentra la Basílica de San Albino.
En 2021 en la diócesis existían 46 parroquias agrupadas en 6 vicariatos: Copper, Las Cruces, Mesilla Valley, Tularosa Basin, Roswell y Carlsbad/Hobbs.

## Historia
La diócesis fue erigida el 17 de agosto de 1982 con la bula Postulat munus del papa Juan Pablo II, obteniendo el territorio de la arquidiócesis de Santa Fe y de la diócesis de El Paso.

## Estadísticas
Según el Anuario Pontificio 2022 la diócesis tenía a fines de 2021 un total de 238 150 fieles bautizados.
| Año                                                                             | Población            | Población | Población      | Sacerdotes | Sacerdotes    | Sacerdotes    | Bautizados por sacerdote | Diáconos permanentes | Religiosos | Religiosos | Parroquias |
| Año                                                                             | Bautizados católicos | Total     | % de católicos | Total      | Clero secular | Clero regular | Bautizados por sacerdote | Diáconos permanentes | Varones    | Mujeres    | Parroquias |
| ------------------------------------------------------------------------------- | -------------------- | --------- | -------------- | ---------- | ------------- | ------------- | ------------------------ | -------------------- | ---------- | ---------- | ---------- |
| 1990                                                                            | 146 294              | 450 000   | 32.5           | 71         | 30            | 41            | 2060                     | 24                   | 47         | 83         | 64         |
| 1999                                                                            | 136 499              | 474 499   | 28.8           | 74         | 26            | 48            | 1844                     | 23                   | 4          | 73         | 44         |
| 2000                                                                            | 127 370              | 485 251   | 26.2           | 82         | 34            | 48            | 1553                     | 28                   | 51         | 73         | 44         |
| 2001                                                                            | 132 646              | 484 637   | 27.4           | 82         | 31            | 51            | 1617                     | 25                   | 53         | 68         | 45         |
| 2002                                                                            | 132 646              | 484 637   | 27.4           | 80         | 31            | 49            | 1658                     | 25                   | 53         | 68         | 45         |
| 2003                                                                            | 132 646              | 484 637   | 27.4           | 72         | 33            | 39            | 1842                     | 25                   | 42         | 46         | 44         |
| 2004                                                                            | 132 646              | 498 308   | 26.6           | 79         | 30            | 49            | 1679                     | 39                   | 56         | 38         | 44         |
| 2010                                                                            | 139 322              | 527 000   | 26.4           | 81         | 34            | 47            | 1720                     | 42                   | 50         | 41         | 45         |
| 2013                                                                            | 142 000              | 541 000   | 26.2           | 71         | 32            | 39            | 2000                     | 44                   | 41         | 34         | 46         |
| 2016                                                                            | 236 658              | 561 937   | 42.1           | 72         | 46            | 26            | 3286                     | 53                   | 26         | 3          | 47         |
| 2019                                                                            | 241 900              | 574 260   | 42.1           | 64         | 43            | 21            | 3779                     | 43                   | 23         | 55         | 47         |
| 2021                                                                            | 238 150              | 565 338   | 42.1           | 54         | 38            | 16            | 4410                     | 44                   | 16         | 53         | 46         |
| Fuente: Catholic-Hierarchy, que a su vez toma los datos del Anuario Pontificio. |                      |           |                |            |               |               |                          |                      |            |            |            |

## Episcopologio
- Ricardo Ramírez, C.S.B. (17 de agosto de 1982-10 de enero de 2013 retirado)
- Oscar Cantú (10 de enero de 2013-11 de julio de 2018 nombrado obispo coadjutor de San Jose en California)[nota 1]
- Peter Baldacchino, desde el 15 de mayo de 2019